# Dolors Serra i Kiel
Dolors Serra i Kiel «La Negra» (Barcelona, 1953) és una activista cultural resident a Bao des de 1984, bibliotecària del Centre de Documentació i d'Animació de la Cultura Catalana i de la Mediateca de Perpinyà, i militant històrica de l'independentisme català.

## Trajectòria
Crescuda al barri barceloní de la Verneda, va estudiar a l'Escola de Bibliotecàries. El 1973 va començar a militar en la causa independentista quan era estudiant a l'institut, després al Partit Socialista d'Alliberament Nacional (PSAN) i més tard al PSAN-P. Per la seua implicació es va haver de refugiar el 1975 a la Catalunya del Nord amb el seu company Josep de Calassanç Serra. El 1978, va ser detinguda i empresonada per la seva oposició a la redacció i referèndum de la Constitució espanyola, i «sobretot, per causes pendents», que va purgar durant un mes a la presó. L'any 1979, va participar al gran acte a Sant Miquel de Cuixà que va donar lloc a la creació d'Independentistes dels Països Catalans.
Més endavant, va participar de la creació de l'associació Arrels amb l'escola i la ràdio (1981), de les campanyes nocturnes de recatalanització dels noms dels vilatges els anys 1977, 1978 i 1983, de la creació de l'associació Aire nou de Bao (1995) amb la primera colla castellera de Catalunya Nord, els Castellers del Riberal (1997), i del Casal Jaume I de Perpinyà (2006). L'any 2013, va ser l'encarregada d'enllaçar el ramal nord-català de la Via Catalana amb la Catalunya del Sud.

## Obra publicada
- Bibliografia de Catalunya Nord (1502-1999). Cabrera de Mar: Galerada, 2002. ISBN 84-932254-9-5.